# Daniel (Utah)
Daniel és un poble del Comtat de Wasatch a l'estat de Utah (Estats Units d'Amèrica).

## Demografia
Segons el cens dels Estats Units del 2000, Daniel tenia 770 habitants.
, 238 habitatges, i 209 famílies. La densitat de població era de 79,3 habitants per km².
Dels 238 habitatges en un 42% hi vivien nens de menys de 18 anys, en un 79,8% hi vivien parelles casades, en un 5,5% dones solteres, i en un 11,8% no eren unitats familiars. En el 9,2% dels habitatges hi vivien persones soles el 2,9% de les quals corresponia a persones de 65 anys o més que vivien soles. El nombre mitjà de persones vivint en cada habitatge era de 3,23 i el nombre mitjà de persones que vivien en cada família era de 3,45.
Per edats la població es repartia de la següent manera: un 29,5% tenia menys de 18 anys, un 10,8% entre 18 i 24, un 24,8% entre 25 i 44, un 25,7% de 45 a 60 i un 9,2% 65 anys o més.
L'edat mediana era de 35 anys. Per cada 100 dones de 18 o més anys hi havia 112,9 homes.
La renda mediana per habitatge era de 60.000 $ i la renda mediana per família de 59.773 $. Els homes tenien una renda mediana de 43.542 $ mentre que les dones 16.667 $. La renda per capita de la població era de 21.764 $. Entorn del 4% de les famílies i el 5,1% de la població estaven per davall del llindar de pobresa.

## Poblacions més properes
El següent diagrama mostra les poblacions més properes.